# Kredyt mieszkaniowy
Kredyt mieszkaniowy – kredyt udzielony, w związku z zaspokojeniem potrzeb mieszkaniowych kredytobiorcy, na:
1) budowę domu jednorodzinnego,
2) nabycie:
a) prawa własności domu jednorodzinnego lub prawa odrębnej własności lokalu mieszkalnego,
b) spółdzielczego własnościowego prawa do lokalu mieszkalnego,
c) prawa odrębnej własności lokalu mieszkalnego w spółdzielni mieszkaniowej – którego spłatę zabezpieczono hipoteką ustanowioną na przedmiocie kredytowania.
Kredytobiorca musi mieć ukończone 18 lat. Do kredytu muszą przystąpić solidarnie małżonkowie, jeżeli nie mają spisanej umowy rozdzielności majątkowej. Nie zawsze wszyscy właściciele kredytowanej nieruchomości muszą być kredytobiorcami, ale wszyscy muszą wyrazić zgodę na obciążenie jej hipoteką. Do kredytu mogą przystąpić zarówno osoby powiązane ze sobą rodzinnie, jak i osoby sobie obce, z punktu widzenia prawa.